# Cotonopsis deroyae
Cotonopsis deroyae is een slakkensoort uit de familie van de Columbellidae. De wetenschappelijke naam van de soort is voor het eerst geldig gepubliceerd in 1969 door Emerson & d'Attilio.